# Борна киселина
Борна киселина (хемијска формула  или  је супстанца која спада у слабе неорганске киселине. Постоји у облику безбојних кристала или бијелог праха и растворљива је у води. Може се наћи и у минералном облику и тада се назива сасолит. У природи се може наћи у неким вулканским областима, у саставу разних минерала (нпр. боракс), у морској води, у биљкама и воћу.

## Кристална структура
Молекул борне киселине  је планаран. Атом бора у молекулу борне киселине је  хибридизован, тј. три  хибридне орбитале се налазе у истој равни а угао између њих је 120°. Бор са кисеоником гради ковалентне везе (посредством  орбитала) и због тога је цијели молекул планаран.
Борна киселина се у чврстом стању састоји од слојева  молекула које на окупу држи водонична веза. Растојање између два сусједна слоја је 318 pm.
|                                            | |
| Елементарна ћелија кристала борне киселине | Водонична веза (испрекидане линије) доводи да молекули борне киселине формирају паралелне слојеве у чврстом стању |

## Добијање
Борна киселина се може добити у реакцији између боракса и неке неорганске киселине, као нпр. хлороводоничне киселине:
.
Такође настаје као нуспроизвод хидролизе бор трихалида и диборана:
B
2H
6 + 6 H
2O → 2 B(OH)
3 + 6 H
2
BX
3 + 3 H
2O → B(OH)
3 + 3 HX (X = Cl, Br, I)

## Особине

### Пиролиза
Борна киселина је растворљива у кључалој води. При загревању изнад 170 °C долази до реакције дехидратације при чему настаје борична киселина (HBO2):
.
Борична киселина је бела, кристална супстанца и делимично је растворљива у води. Топи се на 236 °C, а при загревању преко 300 °C долази до даље дехидратације, при чему се формира тетраборична киселина или пироборична киселина:
.
Даљим загревањем добија се бор(III)-оксид:
.

### Водени раствор
Борна киселина дисосује у воденом раствору:
.
При томе се борна киселина понаша као Луисова киселина, тј. реагује са молекулом воде и прима електронски пар од  групе, што је чини киселином по Луисовој теорији. 
Награђени  јон има тетраедарски облик, тј. тетраедарски распоред атомских група око атома бора.
У растворима са pH вредношћу 7—10, и ако је концентрација бора већа од 0,025&nbsp;mol/L долази до стварања полиборатних јона. Најпознатији је тетраборатни јон који се налази у минералу бораксу:
.
Када се ортоборна киселина раствори у води, она се делимично дисоцира дајући метаборну киселину:
B(OH)
3 ⇌ HBO
2 + H
2O
Раствор је благо кисеo због јонизације киселина:
B(OH)
3 + H
2O ⇌ [BO(OH)
2]−
 + H
3O+

HBO
2 + H
2O ⇌ [BO
2]−
 + H
3O+

Међутим, Раманова спектроскопија јако алкалниh раствора је показала присуство [B(OH)
4]−
 јона, што је довело до закључка да је киселост искључиво последица апстракције OH−
 из воде:
B(OH)
3 + HO−
 ⇌ B(OH)−
4
Еквивалентно,
B(OH)
3 + H
2O ⇌ B(OH)−
4 +  + (K = 7.3×10−10; pK = 9.14)
Или, тачније,
B(OH)
3 + 2 H
2O ⇌ B(OH)−
4 + H
3O+

Ова реакција се одвија у два корака, са неутралним комплексом акватрихидроксибором B(OH)
3(OH
2) као интермедијером:
1. B(OH)
3 + H
2O → B(OH)
3(OH
2)
2. B(OH)
3(OH
2) + H
2O + HO−
 → [B(OH)
4]−
 + H
3O+

Ова реакција се може окарактерисати као Луисова киселост бора према [HO]−
, а не као Бренстедова киселост. Међутим, нека од њених понашања према неким хемијским реакцијама сугеришу да је то и тробазна киселина у Бренстедовом смислу.
Борна киселина, помешана са бораксом Na
2B
4O
7·10H2O (тачније Na
2B
4O
5(OH)
4·8H2O) у тежинском односу 4:5, веома је растворљива у води, иако нису толико растворљиви одвојено.

### Раствор сумпорне киселине
Борна киселина се такође раствара у безводној сумпорној киселини према једначини
B(OH)
3 + 6 H
2SO
4 → [B(SO
4H)
4]−
 + 2 [HSO
4]−
 + 3 H
3O+

### Естерификација
Борна киселина реагује са алкохолима и формира боратне естре, B(OR)
3 где је R алкил или арил. Реакцију обично покреће средство за дехидратацију, као што је концентрована сумпорна киселина:
B(OH)
3 + 3 ROH → B(OR)
3 + 3 H
2O

### Са вициналним диолима
Киселост раствора борне киселине је знатно повећана у присуству цис-вициналних диола (органска једињења која садрже слично оријентисане хидроксилне групе у суседним атомима угљеника, (R
1,R
2)=C(OH)−C(OH)=(R
3,R
4)) као што су глицерол и манитол).
Тетрахидроксиборатни анјон настао у растварању спонтано реагује са овим диолима да би се формирао релативно стабилан анјонски естар који садржи један или два петочлана −B−O−C−C−O− прстена. На пример, реакција са манитолом H(HCOH)
6H, чија су два средња хидроксила у цис оријентацији, може се написати као
B(OH)
3 + H
2O ⇌ [B(OH)
4]−
 + H+

[B(OH)
4]−
 + H(HCOH)
6H ⇌ [B(OH)
2(H(HCOH)
2(HCO−)
2(HCOH)
2H)]−
 + 2 H
2O
[B(OH)
2(H(HCOH)
2(HCO−)
2(HCOH)
2H)]−
 + H(HCOH)
6H ⇌ [B(H(HCOH)
2(HCO−)
2(HCOH)
2H)
2]−
 + 2 H
2O
дајући свеукупну реакцију
B(OH)
3 + 2 H(HCOH)
6H ⇌ [B(H(HCOH)
2(HCO−)
2(HCOH)
2H)
2]−
 + 3 H
2O + H+

Стабилност ових анјона естра манитобората помера равнотежу удесно и на тај начин повећава киселост раствора за 5 редова величине у поређењу са оном чистог борног оксида, снижавајући pKa са 9 на испод 4 за довољну концентрацију манитола. Добијени раствор се назива манитоборна киселина.
Додавање манитола првобитно неутралном раствору који садржи борну киселину или једноставне борате снижава pH довољно да се може титровати јаком базом као NaOH, укључујући и аутоматизовани потенциометријски титратор. Ово својство се користи у аналитичкој хемији за одређивање садржаја бората у воденим растворима, на пример за праћење исцрпљивања борне киселине неутронима у води примарног кола реактора лаке воде када се једињење додаје као неутронски отров током операције пуњења горива.

## Примена
Борна киселина налази примену као антисептик, инсектицид, за спречавање ширења ватре итд. У индустрији налази примену у производњи фибергласа, за прављење средстава за подмазивање дрвета. Користи се и у пиротехници. У фармакологији се користи као лек, односно, благи антисептик у виду 3% раствора, или као кератопластик у облику прашка који је 10% смеша са талком.

### Медицинска примена
Борна киселина се може користити као антисептик за мање опекотине или посекотине и понекад се користи у мелемима и завојима, као што је бораксна влакна. Борна киселина се примењује у веома разблаженом раствору као средство за испирање очију. Разређена борна киселина може да се користи као вагинални туш за лечење бактеријске вагинозе услед прекомерне алкалности, као и кандидијазе због неалбикансне кандиде. Борна киселина у великој мери поштеђује лактобациле унутар вагине. Као TOL-463, то је у развоју као интравагинални лек за лечење бактеријске вагинозе и вулвовагиналне кандидијазе. Као антибактеријско једињење, борна киселина се такође може користити за лечење акни. Користи се и као превенција развоја атлетског стопала, уносом пудера у чарапе. Различити препарати се могу користити за лечење неких врста спољашњег отитиса (инфекције уһа) и код људи и код животиња. Конзерванс у боцама за узорке урина у УК је борна киселина.
Познато је да су раствори борне киселине који се користе за испирање очију или на изгребаној кожи токсични, посебно за одојчад након вишекратне употребе; то је због његове споре стопе елиминације.
Борна киселина је једна од најчешће коришћених супстанци која може да спречи штетне ефекте реактивне флуороводоничне киселине (HF) након случајног контакта са кожом. Она делује тако што форсира слободне F−

анјоне у инертни тетрафлуороборатни анјон. Овај процес поражава екстремну токсичност флуороводоничне киселине, посебно њену способност да секвестрира јонски калцијум из крвног серума што може довести до застоја срца и разградње костију; такав догађај може настати само од мањег контакта коже са HF.